# مغامرات جاكي شان (لعبة فيديو)
مغامرات جاكي شان (بالإنجليزية:Jackie Chan Adventures) لعبة فيديو صدرت عام 2001 وتعمل على جهاز بلاي ستيشن 2 من تطوير توروس غيمز، أتوميك بلانيت إنترتيمنت ونشر سوني إنتراكتيف إنترتينمنت ,أكتيفجن.